# 2. HMNL 2010./11.
Druga hrvatska malonogometna liga za sezonu 2010./11. Sudjelovala su ukupno 42 kluba u 4 skupine - Istok", "Jug", "Sjever" i "Zapad", sa završnim doigravanjem. 

## Ljestvice

### Istok
| mj  | klub                    | ut | pob | ner | por | gol+ | gol- | bod |
| --- | ----------------------- | -- | --- | --- | --- | ---- | ---- | --- |
| 1.  | Skripta (Osijek)        | 18 | 12  | 2   | 4   | 102  | 62   | 38  |
| 2.  | Vinkovci (Vinkovci)     | 18 | 12  | 1   | 5   | 95   | 81   | 37  |
| 3.  | Unitas (Nova Gradiška)  | 18 | 10  | 2   | 6   | 100  | 82   | 32  |
| 4.  | Virovitica (Virovitica) | 18 | 9   | 2   | 7   | 89   | 99   | 29  |
| 5.  | Osijek 031 (Osijek)     | 18 | 8   | 0   | 10  | 83   | 86   | 24  |
| 6.  | Našice (Našice)         | 18 | 8   | 0   | 10  | 85   | 89   | 24  |
| 7.  | No Limit (Virovitica)   | 18 | 7   | 1   | 10  | 86   | 91   | 22  |
| 8.  | Mala Mljekara (Valpovo) | 18 | 6   | 4   | 8   | 65   | 76   | 22  |
| 9.  | Đakovo (Đakovo)         | 18 | 6   | 1   | 11  | 110  | 115  | 19  |
| 10. | Ivankovo (Ivankovo)     | 18 | 4   | 3   | 11  | 85   | 119  | 15  |

### Jug
| mj  | klub                       | ut | pob | ner | por | gol+ | gol- | bod |
| --- | -------------------------- | -- | --- | --- | --- | ---- | ---- | --- |
| 1.  | Solin                      | 26 | 19  | 4   | 3   | 134  | 57   | 61  |
| 2.  | Novo Vrijeme Makarska      | 26 | 18  | 2   | 6   | 123  | 72   | 56  |
| 3.  | Porto Tolero Ploče         | 26 | 16  | 3   | 7   | 119  | 76   | 51  |
| 4.  | Crnica Šibenik             | 26 | 14  | 6   | 6   | 117  | 97   | 48  |
| 5.  | Stari gradski park šibenik | 26 | 14  | 4   | 8   | 104  | 71   | 46  |
| 6.  | Square Dubrovnik           | 26 | 13  | 5   | 8   | 134  | 112  | 44  |
| 7.  | Okruk (Okrug Gornji)       | 26 | 11  | 3   | 12  | 109  | 129  | 36  |
| 8.  | Metković                   | 26 | 9   | 4   | 13  | 95   | 106  | 31  |
| 9.  | Tin Vrgorac                | 26 | 8   | 6   | 12  | 104  | 129  | 30  |
| 10. | Škver Split                | 26 | 8   | 4   | 14  | 82   | 117  | 28  |
| 11. | Lumbarda                   | 26 | 8   | 2   | 16  | 97   | 124  | 26  |
| 12. | Ustanik Split              | 26 | 7   | 5   | 14  | 86   | 130  | 26  |
| 13. | Trogir                     | 26 | 5   | 3   | 18  | 113  | 151  | 18  |
| 14. | Cavtat                     | 26 | 4   | 5   | 17  | 81   | 128  | 17  |

### Sjever
| mj | klub                   | ut | pob | ner | por | gol+ | gol- | bod |
| -- | ---------------------- | -- | --- | --- | --- | ---- | ---- | --- |
| 1. | OVB Allfinanz Zagreb   | 14 | 12  | 0   | 2   | 90   | 33   | 36  |
| 2. | Petrinjčica Petrinja   | 14 | 10  | 1   | 3   | 84   | 38   | 31  |
| 3. | Siscia Sisak           | 14 | 10  | 1   | 3   | 70   | 56   | 31  |
| 4. | Zagreb Puljić          | 14 | 8   | 0   | 6   | 76   | 67   | 24  |
| 5. | Petar Malešnica Zagreb | 14 | 4   | 1   | 9   | 43   | 60   | 13  |
| 6. | Kutina                 | 14 | 4   | 0   | 10  | 48   | 99   | 12  |
| 7. | Jastreb Jastrebarsko   | 14 | 3   | 1   | 10  | 60   | 84   | 10  |
| 8. | Sokoli Samobor         | 14 | 3   | 0   | 11  | 45   | 82   | 9   |

### Zapad
| mj | klub                     | ut       | pob      | ner      | por      | gol+     | gol-     | bod      |
| -- | ------------------------ | -------- | -------- | -------- | -------- | -------- | -------- | -------- |
| 1. | Albona (Labin)           | 16       | 12       | 1        | 3        | 87       | 39       | 37       |
| 2. | Grobnik (Čavle)          | 16       | 10       | 1        | 5        | 96       | 42       | 31       |
| 3. | Kastav (Kastav)          | 16       | 8        | 3        | 5        | 69       | 60       | 27       |
| 4. | Otočac (Otočac)          | 16       | 7        | 4        | 5        | 61       | 73       | 25       |
| 5. | Gorovo (Opatija)         | 16       | 7        | 2        | 7        | 74       | 60       | 23       |
| 6. | Domino (Rijeka)          | 16       | 9        | 0        | 7        | 56       | 63       | 21 (-6)  |
| 7. | Argonauti (Mali Lošinj)  | 16       | 5        | 1        | 10       | 68       | 107      | 16       |
| 8. | Uskok (Senj)             | 16       | 4        | 0        | 12       | 55       | 81       | 12       |
| 9. | Lošinj (Mali Lošinj)     | 16       | 4        | 0        | 12       | 66       | 107      | 12       |
|    | Gornji Kraj (Crikvenica) | odustali | odustali | odustali | odustali | odustali | odustali | odustali |

## Za prvaka 2. HMNL
Igrano kup-sustavom na dvije utakmie. 
| klub1         | -             | klub2                | rezultati     |                                      |
| poluzavršnica | poluzavršnica | poluzavršnica        | poluzavršnica | poluzavršnica                        |
| ------------- | ------------- | -------------------- | ------------- | ------------------------------------ |
| Albona Labin  | -             | OVB Allfinanz Zagreb | 2:4, 1:9      |                                      |
| Solin         | -             | Skripta Osijek       | 6:5, 4:2      |                                      |
|               |               |                      |               |                                      |
| završnica     |               |                      |               |                                      |
| Solin         | -             | OVB Allfinanz Zagreb | 0:3, 1:4      | "OVB Allfinanz se plasirao u 1. HMNL |

### Dodatne kvalifikacije za 1. HMNL
Igrano 10. i 17. lipnja 2011. 
| klub1 | - | klub2       | rezultati |                              |
| ----- | - | ----------- | --------- | ---------------------------- |
| Solin | - | Potpićan 98 | 2:3, 5:2  | "Solin" se plasirao u 1. MNL |

## Unutrašnje poveznice
- Prva hrvatska malonogometna liga 2010./11.
- Hrvatski malonogometni kup 2010./11.